# 臺灣省空襲防護委員會
台灣省空襲防護委員會設置於1951年2月10日，為中華民國台灣省境內俗稱「防空演習」之空襲防護工作之統籌配合單位，另外也配合中華民國國防部實施空襲防護期間之防情傳遞、警報發放之規劃及督導事項，並於每年固定時間於台灣實際操演防空演習；主任委員由臺灣省政府主席兼任。1970年代，此委員會裁撤，並將該事項全數移轉中華民國國防部與臺灣省政府警務處。另外，每年舉行之台灣防空演習於1978年改名為萬安演習並加上序號，仍於台灣每年舉行一次，實行人車淨空管制。